# Anacristina Rossi
Ana Cristina Rossi Lara, más conocida como Anacristina Rossi (San José, 25 de diciembre de 1952) es una escritora costarricense.

## Biografía
Estudió, teatro y danza en su país natal, viajó a Europa y realizó estudios en Reino Unido, Francia y Países Bajos. Es diplomada en traducción por la Escuela Superior de Intérpretes y Traductores de París, y posee una maestría en estudios de la mujer y desarrollo por el Instituto de Estudios Sociales de La Haya.
Anacristina Rossi marca el cambio de siglo en la literatura costarricense con la novela María la noche. Poseedora de una narrativa intimista muchas veces provocadora, no duda en tomar parte en temas de trascendencia social por medio de la denuncia. La autora ha señalada como sus principales influencias a Virginia Woolf, Henry Miller, Julio Cortázar, Marguerite Duras y Anaïs Nin.
Anacristina Rossi también ha sido columnista y activista en diversos asuntos ambientales. Su obra ha sido traducida al italiano, francés e inglés y varios de sus cuentos han formado parte de antologías y revistas en Centroamérica, Francia, España, Reino Unido y Estados Unidos.
Actualmente se desempeña como profesora en la Universidad de Costa Rica. Además, es columnista quincenal en la revista centroamericana (Casi) literal.

## Obras

### Novela
- María la noche, Lumen, Barcelona, España, 1985. Novela traducida al francés y publicada en Editorial Actes Sud en 1997 bajo el título de Maria la nuit.

- La Loca de Gandoca, EDUCA (Editorial Universitaria Centroamericana), San José (Costa Rica), 1991. Esta obra fue posteriormente publicada por Editorial Legado, publicada en inglés de forma no autorizada, ha sido adaptada al teatro y a la danza.

- Limón Blues, Alfaguara, San José, Costa Rica, 2002/2003.

- Limón Reggae, Editorial Legado, 2007. Segunda parte de la trilogía iniciada con Limón Blues.[4]  Es texto de estudio universitario en Costa Rica.

- La romana indómita, Editorial Planeta, 2016. La romana indómita es la historia de un tirano a quien el poder trastorna de tal modo que destruye lo que más ama.

- Tocar a Diana, Alfaguara, Ciudad de México, 2019.

### Cuento
- Situaciones Conyugales, Editorial REI, San José, Costa Rica, 1993.

### Ensayo
- "Ensayo sobre la violencia", Editorial Uruk, San José, 2007.

- "El corazón del desarraigo: la primera literatura afrocostarricense", Historia de las literaturas centroamericanas, Editorial F&G, Guatemala, 2010.

- "Cambiar de sistema económico: un asunto de supervivencia", Revista de Ciencias Sociales de la Universidad de Costa Rica.

## Sobre la obra de Rossi
- Bachmann, Pauline. “La negociación de identidades culturales/nacionales: representaciones del Caribe en las novelas Limón Blues (Costa Rica), Calypso (Costa Rica), y Columpio al aire (Nicaragua).” América: Cahiers du CRICCAL 39.1 (2010): 259-266.

- Barbas Rhoden, Laura. “Greening Central American Literature.” Isle: Interdisciplinary Studies in Literature and Environment 12.1 (2005): 1-17.

- Barbas Rhoden, Laura y Sofía Kearns. “Questioning Modernity, Affirming Resilience: Eco-Pedagogies for Anacristina Rossi's La loca de Gandoca and Homero Aridjis's ¿En quién piensas cuando haces el amor?.” Review: Literature and Arts of the Americas 85.45 [2] (2012): 167-174.

- Chen Sham, Jorge. “Representación de la infancia en el bildungsroman costarricense: Ana Cristina Rossi y Rima De Vallbona.” La mujer en la literatura del mundo hispánico. 307-315. Westminster, CA: Instituto Literario y Cultural Hispánico, 2005.

- Díaz Castro, Alfredo. “La loca de Gandoca: una aproximación al paisaje y a las sensaciones.” Káñina: Revista de Artes y Letras de la Universidad de Costa Rica 19.1 (1995): 19-23.

- Ette, Ottmar y Rosa María S. de Maihold. “Areas de tránsito y saber con/vivir: Reflexiones teórico-literarias en torno a Centroamérica y el Caribe.” Trans(it)Áreas: Convivencias en Centroamérica y el Caribe. Un simposio transareal. 17-59. Berlín, Germany: Tranvía, 2011.

- Gómez Menjívar, Jennifer Carolina. “Novel Reconciliations: The Discourses of Oppression, Feminism, and Nation in Calypso and Limón Blues.” Hipertexto 15. (2012): 124-131.

- Grinberg Pla, Valeria. “Ritmos caribeños, transnacionalismo y narrativa en Centroamérica”. (Per)Versiones de la modernidad. Literaturas, identidades y desplazamientos. Ed. Beatriz Cortez, Alexandra Ortiz Wallner y Verónica Ríos Quesada. Guatemala: F&G Editores, 2012. 393-414. Impreso. [Vol. 3 de Hacia una Historia de las Literaturas Centroamericanas.]

- Kearns, Sofía. “Latin American and French Postmodern Aesthetics in María la noche.” Erudit Franco-Espagnol: An Electronic Journal of French and Hispanic Literatures 2.(2012): 73-92.

- Kearns, Sofía. “Nueva conciencia ecológica en algunos textos femeninos contemporáneos.” Latin American Literary Review 34.67 (2006): 111-127.

- Kearns, Sofía. “Otra cara de Costa Rica a través de un testimonio ecofeminista.” Hispanic Journal 19.2 (1998): 313-339.

- Kearns, Sofía. “Postcoloniality in Anacristina Rossi's Limón Blues.” South Carolina Modern Language Review 5.1 (2006):

- Marchio, Julie. “Literatura de las fronteras y fronteras de la literatura: Representación de los conflictos lingüísticos de la costa caribeña en la literatura costarricense.” Istmo: Revista Virtual de Estudios Literarios y Culturales Centroamericanos 21.(2010): 1-30.

- Mercado Rodríguez, Salvador. “La música como carnet de identidad afrodiaspórica: El blues y el reggae en la narrativa de Anacristina Rossi.” Afro-Hispanic Review. 34.2 (Fall 2015) 41-55.

- Molina Jiménez, Iván. “Entre la historia y la literatura: una reflexión personal.” Istmo: Revista Virtual de Estudios Literarios y Culturales Centroamericanos 8. (2004):

- Postema, Joel. “Ecology and Ethnicity in Anacristina Rossi's La loca de Gandoca.” Cincinnati Romance Review 27. (2008): 113-124.

- Rojas Pérez, Walter. ¿Tripulantes de la nave Tierra o conquistadores? Estudio Ecocrítico de La loca de Gandoca'. San José, Costa Rica: Editorial Porvenir, 2006.

## Premios y distinciones
- Premio Nacional de Novela Aquileo Echeverría en 1985 por María la noche.
- Invitada especial del Ministerio de Cultura de Francia para formar parte del programa Belles Etrangères en 1997.
- Premio Ancora de Literatura en el 2002.
- Premio Nacional de Novela Aquileo Echeverría en el 2002 por Limon Blues.
- Medalla Presidencial del Nacimiento de Pablo Neruda, otorgada por el Gobierno de Chile en el 2004.
- Premio de Narrativa José María Arguedas, otorgado por Casa de las Américas en el 2004.
- Miembro de número de la Academia Costarricense de la Lengua (la autora renunció a dicho puesto en el 2009)